# Doc McStuffins, Spielzeugärztin/Episodenliste
Diese Episodenliste enthält alle Episoden der US-amerikanische computeranimierten Serie Doc McStuffins, Spielzeugärztin, sortiert nach der US-amerikanischen Erstausstrahlung. Die Fernsehserie umfasst derzeit drei Staffeln mit 65 Episoden.

## Übersicht
| Staffel | Episodenanzahl | Erstausstrahlung (Disney Junior USA) | Erstausstrahlung (Disney Junior USA) | Erstausstrahlung DE (Disney Junior) | Erstausstrahlung DE (Disney Junior) | Erstausstrahlung DE (Super RTL / Disney Channel) | Erstausstrahlung DE (Super RTL / Disney Channel) |
| Staffel | Episodenanzahl | Staffelpremiere                      | Staffelfinale                        | Staffelpremiere                     | Staffelfinale                       | Staffelpremiere                                  | Staffelfinale                                    |
| ------- | -------------- | ------------------------------------ | ------------------------------------ | ----------------------------------- | ----------------------------------- | ------------------------------------------------ | ------------------------------------------------ |
| 1       | 26             | 17. März 2012                        | 3. Mai 2013                          | 17. September 2012                  | 14. Februar 2013                    | 4. Februar 2013                                  | 12. März 2014                                    |
| 2       | 21             | 6. September 2013                    | 13. Oktober 2014                     | 20. Januar 2014                     | 13. Januar 2015                     | 15. September 2014                               | 16. März 2015                                    |
| 3       | 18             | 2. November 2014                     |                                      | 14. Januar 2015                     |                                     | 10. März 2015                                    |                                                  |

## Staffel 1
Die Erstausstrahlung der ersten Staffel erfolgte von 17. März 2012 bis 3. Mai 2013 auf dem US-amerikanischen Sender Disney Junior. Die deutschsprachige Erstausstrahlung der ersten Staffel fand vom 17. September 2012 bis 14. Februar 2013 auf dem Bezahlfernsehsender Disney Junior statt. Die Free-TV-Premiere der ersten 13 Folgen der ersten Staffel erfolgte vom 4. Februar 2013 bis 20. Februar 2013 auf Super RTL. Die Free-TV-Premiere der restlichen Folgen der ersten Staffel erfolgt seit dem 17. Februar 2014 auf dem Disney Channel.
| Nr. (ges.) | Nr. (St.) | Deutscher Titel                    | Originaltitel                    | Erstausstrahlung USA | Deutschsprachige Erstausstrahlung (Disney Junior) | Erstausstrahlung DE (Super RTL / Disney Channel) |
| ---------- | --------- | ---------------------------------- | -------------------------------- | -------------------- | ------------------------------------------------- | ------------------------------------------------ |
| 1a         | 1a        | Ein schwerer Fall von Piekseritis  | A Bad Case Of The Pricklethorns  | 17. März 2012        | 17. Sep. 2012                                     | 6. Feb. 2013                                     |
| 1b         | 1b        | Sir Kirby, der Retter              | Knight Time                      | 23. März 2012        | 17. Sep. 2012                                     | 6. Feb. 2013                                     |
| 2a         | 2a        | Jack springt hoch hinaus           | Out Of The Box                   | 23. März 2012        | 17. Sep. 2012                                     | 5. Feb. 2013                                     |
| 2b         | 2b        | Ricardo, der energielose Rennwagen | Run Down Race Car                | 23. März 2012        | 17. Sep. 2012                                     | 5. Feb. 2013                                     |
| 3a         | 3a        | Eine launische Tee-Party           | Tea Party Tantrum                | 26. März 2012        | 18. Sep. 2012                                     | 8. Feb. 2013                                     |
| 3b         | 3b        | Raketenstart                       | Blast Off!                       | 26. März 2012        | 18. Sep. 2012                                     | 8. Feb. 2013                                     |
| 4a         | 4a        | Wagen Neun, wieder einsatzbereit   | Engine Nine, Feelin’ Fine!       | 27. März 2012        | 19. Sep. 2012                                     | 4. Feb. 2013                                     |
| 4b         | 4b        | Stuffy, der mutige Drache          | The Right Stuff                  | 27. März 2012        | 19. Sep. 2012                                     | 4. Feb. 2013                                     |
| 5a         | 5a        | Gustav hat Bauchschmerzen          | Gulpy, Gulpy Gators!             | 28. März 2012        | 20. Sep. 2012                                     | 7. Feb. 2013                                     |
| 5b         | 5b        | Eine Note fehlt                    | One Note Wonder                  | 28. März 2012        | 20. Sep. 2012                                     | 7. Feb. 2013                                     |
| 6a         | 6a        | Gabys Rettung                      | Arcade Escapade                  | 29. März 2012        | 21. Sep. 2012                                     | 11. Feb. 2013                                    |
| 6b         | 6b        | Die Nacht der Sternschnuppen       | Starry, Starry Night             | 29. März 2012        | 21. Sep. 2012                                     | 11. Feb. 2013                                    |
| 7a         | 7a        | Ben und Anna sind getrennt         | Ben/Anna Split                   | 30. März 2012        | 24. Sep. 2012                                     | 15. Feb. 2013                                    |
| 7b         | 7b        | Hermie ist kraftlos                | That’s Just Claw-ful             | 30. März 2012        | 24. Sep. 2012                                     | 15. Feb. 2013                                    |
| 8a         | 8a        | Wie ein Schluckauf                 | A Good Case Of The Hiccups       | 2. Apr. 2012         | 25. Sep. 2012                                     | 13. Feb. 2013                                    |
| 8b         | 8b        | Die Schaufel klemmt                | Stuck Up                         | 2. Apr. 2012         | 25. Sep. 2012                                     | 13. Feb. 2013                                    |
| 9a         | 9a        | Ronda, fertig zum Start!           | Rescue Ronda, Ready For Takeoff! | 3. Apr. 2012         | 26. Sep. 2012                                     | 12. Feb. 2013                                    |
| 9b         | 9b        | Roboter Ray rettet die Welt        | All Washed Up                    | 3. Apr. 2012         | 26. Sep. 2012                                     | 12. Feb. 2013                                    |
| 10a        | 10a       | Dehnungsübungen für Kiko           | The New Girl                     | 4. Apr. 2012         | 27. Sep. 2012                                     | 19. Feb. 2013                                    |
| 10b        | 10b       | Die Superhelden                    | Wrap It Up                       | 4. Apr. 2012         | 27. Sep. 2012                                     | 19. Feb. 2013                                    |
| 11a        | 11a       | Ruhe für Rondas Propeller          | Rest Your Rotors, Ronda!         | 5. Apr. 2012         | 28. Sep. 2012                                     | 18. Feb. 2013                                    |
| 11b        | 11b       | Schönheits-Wettbewerb für Trucks   | Keep On Truckin                  | 5. Apr. 2012         | 28. Sep. 2012                                     | 18. Feb. 2013                                    |
| 12a        | 12a       | Jeder macht mal Fehler             | Blame It On The Rain             | 6. Apr. 2012         | 1. Okt. 2012                                      | 14. Feb. 2013                                    |
| 12b        | 12b       | Boomer geht die Luft aus           | Busted Boomer                    | 6. Apr. 2012         | 1. Okt. 2012                                      | 14. Feb. 2013                                    |
| 13a        | 13a       | Ritter der Nacht                   | The Dark Knight                  | 9. Apr. 2012         | 2. Okt. 2012                                      | 20. Feb. 2013                                    |
| 13b        | 13b       | Hallie hört schlecht               | Hallie Gets An Earful            | 9. Apr. 2012         | 2. Okt. 2012                                      | 20. Feb. 2013                                    |
| 14a        | 14a       | Bella, die Primaballerina          | Break Dancer                     | 11. Apr. 2012        | 8. Apr. 2013                                      | 27. Feb. 2014                                    |
| 14b        | 14b       | Das Seifenblasen-Äffchen           | Bubbly Monkey                    | 11. Apr. 2012        | 8. Apr. 2013                                      | 28. Feb. 2014                                    |
| 15a        | 15a       | Der Camping-Ausflug                | Out In The Wild                  | 13. Apr. 2012        | 9. Apr. 2013                                      | 1. Mär. 2014                                     |
| 15b        | 15b       | Lula, der kleine Wal               | A Whale Of A Time                | 13. Apr. 2012        | 24. Nov. 2012                                     | 2. Mär. 2014                                     |
| 16a        | 16a       | Lammie wird genäht                 | Walkie Talkie Time               | 20. Apr. 2012        | 10. Apr. 2013                                     | 23. Feb. 2014                                    |
| 16b        | 16b       | Walkie-Talkie auf Empfang          | Un-bur-able                      | 20. Apr. 2012        | 11. Apr. 2013                                     | 24. Feb. 2014                                    |
| 17a        | 17a       | Stuffy voller Kletten              | Un-bur-able                      | 3. Mai 2012          | 12. Apr. 2013                                     | 9. Mär. 2014                                     |
| 17b        | 17b       | Superheld, bereit zur Rettung      | Righty-on-Lefty                  | 3. Mai 2012          | 15. Apr. 2013                                     | 10. Mär. 2014                                    |
| 18a        | 18a       | Hallies Geburtstags-Party          | Hallie Happy Birthday            | 18. Mai 2012         | 16. Apr. 2013                                     | 3. Mär. 2014                                     |
| 18b        | 18b       | Ein Hai mit Zahnschmerzen          | Shark Style Tooth Ache           | 18. Mai 2012         | 17. Apr. 2013                                     | 4. Mär. 2014                                     |
| 19a        | 19a       | Nicht weglaufen!                   | Awesome Possum                   | 1. Juni 2012         | 18. Apr. 2013                                     | 11. Mär. 2014                                    |
| 19b        | 19b       | Trauriges Gürkchen                 | The Bunny Blues                  | 1. Juni 2012         | 19. Apr. 2013                                     | 12. Mär. 2014                                    |
| 20a        | 20a       | Der Sprung ins Wasser              | Get Set To Get Wet               | 22. Juni 2012        | 22. Apr. 2013                                     | 5. Mär. 2014                                     |
| 20b        | 20b       | Louie, nicht so laut!              | Loud Louie                       | 22. Juni 2012        | 23. Apr. 2013                                     | 6. Mär. 2014                                     |
| 21a        | 21a       | Chillys blaue Flecken              | Caught Blue-Handed               | 20. Juli 2012        | 24. Apr. 2013                                     | 19. Feb. 2014                                    |
| 21b        | 21b       | Quietschen oder nicht quietschen?  | To Squeak, Or Not To Squeak      | 20. Juli 2012        | 25. Apr. 2013                                     | 20. Feb. 2014                                    |
| 22a        | 22a       | Doc ist krank                      | Doctoring The Doc                | 17. Aug. 2012        | 26. Apr. 2013                                     | 7. Mär. 2014                                     |
| 22b        | 22b       | Einsatz in der Sonne               | Hot Pursuit                      | 17. Aug. 2012        | 29. Apr. 2013                                     | 8. Mär. 2014                                     |
| 23a        | 23a       | Buh machst du!                     | Boo-Hoo To You!                  | 12. Okt. 2012        | 31. Okt. 2012                                     | -                                                |
| 23b        | 23b       | Glo-Bo leuchtet nicht              | It’s Glow Time                   | 12. Okt. 2012        | 31. Okt. 2012                                     | -                                                |
| 24a        | 24a       | Chilly ist verfroren               | Chilly Gets Chilly               | 7. Dez. 2012         | 6. Dez. 2012                                      | 25. Feb. 2014                                    |
| 24b        | 24b       | Die Vorlese-Eule                   | Through The Reading Glasses      | 7. Dez. 2012         | 6. Dez. 2012                                      | 26. Feb. 2014                                    |
| 25a        | 25a       | Valentinstag                       | My Huggy Valentine               | 1. Feb. 2013         | 14. Feb. 2013                                     | 17. Feb. 2014                                    |
| 25b        | 25b       | Staubiger Teddy B!                 | Dusty Bear                       | 1. Feb. 2013         | 14. Feb. 2013                                     | 18. Feb. 2014                                    |
| 26a        | 26a       | Bronti spielt wild                 | Bronto Boo-Boos                  | 3. Mai 2013          | 9. Feb. 2013                                      | 21. Feb. 2014                                    |
| 26b        | 26b       | Brontosaurus-Atem                  | Brontosaurus Breath              | 3. Mai 2013          | 9. Feb. 2013                                      | 22. Feb. 2014                                    |

## Staffel 2
Die Erstausstrahlung der zweiten Staffel ist seit dem 6. September 2014 auf dem US-amerikanischen Sender Disney Junior zu sehen. Die deutschsprachige Erstausstrahlung erfolgt seit dem 20. Januar 2014 auf dem Bezahlfernsehsender Disney Junior. Die Free-TV-Premiere erfolgt seit dem 15. September 2014 auf dem Disney Channel.
| Nr. (ges.) | Nr. (St.) | Deutscher Titel                        | Originaltitel                      | Erstausstrahlung USA | Deutschsprachige Erstausstrahlung (Disney Junior) | Erstausstrahlung DE (Disney Channel) |
| ---------- | --------- | -------------------------------------- | ---------------------------------- | -------------------- | ------------------------------------------------- | ------------------------------------ |
| 27a        | 1a        | Docs mobile Praxis                     | Doc McStuffins Goes McMobile       | 6. Sep. 2013         | 20. Jan. 2014                                     | 15. Sep. 2014                        |
| 27b        | 1b        | Der kleine Jack springt ein            | Chip Off The Ol’ Box               | 6. Sep. 2013         | 20. Jan. 2014                                     | 16. Sep. 2014                        |
| 28a        | 2a        | Superhelden Arm-Alarm                  | Awesome Guy’s Awesome Arm          | 13. Sep. 2013        | 21. Jan. 2014                                     | 17. Sep. 2014                        |
| 28b        | 2b        | Das Marmeladen-Schlamassel             | Lamb In A Jam                      | 13. Sep. 2013        | 22. Jan. 2014                                     | 18. Sep. 2014                        |
| 29a        | 3a        | Die Fehldiagnose                       | Diagnosis Not Even Close-Is        | 20. Sep. 2013        | 23. Jan. 2014                                     | 19. Sep. 2014                        |
| 29b        | 3b        | Brontis verbogener Schwanz             | Bronty’s Twisted Tail              | 20. Sep. 2013        | 24. Jan. 2014                                     | 20. Sep. 2014                        |
| 30a        | 4a        | Flieg, Frida!                          | Frida Fairy Flies Again            | 27. Sep. 2013        | 27. Jan. 2014                                     | 21. Sep. 2014                        |
| 30b        | 4b        | Der andere Drache                      | A Tale Of Two Dragons              | 27. Sep. 2013        | 28. Jan. 2014                                     | 22. Sep. 2014                        |
| 31a        | 5a        | Schneemann in Pink                     | Think Pink                         | 3. Okt. 2013         | 29. Jan. 2014                                     | 25. Sep. 2014                        |
| 31b        | 5b        | Der Kicker klemmt                      | You Foose, You Lose                | 3. Okt. 2013         | 30. Jan. 2014                                     | 26. Sep. 2014                        |
| 32a        | 6a        | Leilanis Hula-Tanz                     | Leilani’s Lu’au                    | 17. Okt. 2013        | 31. Jan. 2014                                     | 27. Sep. 2014                        |
| 32b        | 6b        | Karate-Kängurus                        | Karate Kangaroos                   | 17. Okt. 2013        | 3. Feb. 2014                                      | 28. Sep. 2014                        |
| 33a        | 7a        | Nur die Ruhe                           | Doc To The Rescue                  | 24. Okt. 2013        | 4. Feb. 2014                                      | 29. Sep. 2014                        |
| 33b        | 7b        | Helm auf!                              | Don’t Knock The Noggin             | 24. Okt. 2013        | 5. Feb. 2014                                      | 30. Sep. 2014                        |
| 34a        | 8a        | Die Flieger-Brüder                     | The Glider Brothers                | 8. Nov. 2013         | 7. Feb. 2014                                      | 2. Okt. 2014                         |
| 34b        | 8b        | Disco-Daisy                            | Disco Dress Up Daisy               | 8. Nov. 2013         | 6. Feb. 2014                                      | 1. Okt. 2014                         |
| 35a        | 9a        | Kirby und der König                    | Kirby And The King                 | 15. Nov. 2013        | 10. Feb. 2014                                     | 3. Okt. 2014                         |
| 35b        | 9b        | Schnupfenhilfe                         | Bubble Monkey, Blow Your Nose!     | 15. Nov. 2013        | 11. Feb. 2014                                     | 4. Okt. 2014                         |
| 36a        | 10a       | Flach wie ein Pfannkuchen              | Professor Pancake                  | 22. Nov. 2013        | 12. Feb. 2014                                     | 5. Okt. 2014                         |
| 36b        | 10b       | Gut eingecremt                         | You Crack Me Up                    | 22. Nov. 2013        | 13. Feb. 2014                                     | 6. Okt. 2014                         |
| 37         | 11        | Fröhliche McStuffins Weihnachten!      | A Very McStuffins Christmas        | 1. Dez. 2013         | 6. Dez. 2013                                      | 24. Dez. 2014                        |
| 38a        | 12a       | Doc beim Arzt                          | The Doctor Will See You Now        | 12. Dez. 2013        | 4. Juni 2014                                      | 10. Nov. 2014                        |
| 38b        | 12b       | Zu viel Sonne                          | L’il Egghead Feels The Heat        | 12. Dez. 2013        | 14. Feb. 2014                                     | 11. Nov. 2014                        |
| 39a        | 13a       | Übernachtung bei einer Freundin        | The Big Sleepover                  | 10. Jan. 2014        | 24. Juni 2014                                     | 12. Nov. 2014                        |
| 39b        | 13b       | Ein gesunder Patient                   | No Sweetah Cheetah                 | 10. Jan. 2014        | 25. Juni 2014                                     | 13. Nov. 2014                        |
| 40a        | 14a       | Hallies Höhenflug                      | Big Head Hallie                    | 31. Jan. 2014        | 26. Juni 2014                                     | 14. Nov. 2014                        |
| 40b        | 14b       | Pfirsich-Bäckchen, nimm ein Bad!       | Peaches Pie, Take A Bath!          | 31. Jan. 2014        | 27. Juni 2014                                     | 15. Nov. 2014                        |
| 41a        | 15a       | Celeste, die Weltraumexpertin          | Celestial Celeste                  | 14. Feb. 2014        | 30. Juni 2014                                     | 16. Nov. 2014                        |
| 41b        | 15b       | Lauf, Doc, lauf!                       | Run Doc Run!                       | 14. Feb. 2014        | 1. Juli 2014                                      | 17. Nov. 2014                        |
| 42a        | 16a       | Die Riesen-Verknoteritis               | A Fairy Big Knot                   | 4. Apr. 2014         | 4. Juli 2014                                      | 26. Nov. 2014                        |
| 42b        | 16b       | Rosie, das Rettungsfahrzeug            | Rosie The Rescuer                  | 4. Apr. 2014         | 7. Juli 2014                                      | 27. Nov. 2014                        |
| 43a        | 17a       | Will, der Fährtenleser                 | Crikey! It’s Wildlife Will!        | 8. Apr. 2014         | 2. Juli 2014                                      | 20. Nov. 2014                        |
| 43b        | 17b       | Sal, das Cowgirl                       | Rootin’ Tootin’ Southwest Sal      | 8. Apr. 2014         | 3. Juli 2014                                      | 21. Nov. 2014                        |
| 44a        | 18a       | Ein haariges Problem                   | Take Your Doc To Work Day          | 24. Apr. 2014        | 8. Juli 2014                                      | 28. Nov. 2014                        |
| 44b        | 18b       | Blazers Motorrad                       | Blazer’s Bike                      | 24. Apr. 2014        | 9. Juli 2014                                      | 29. Nov. 2014                        |
| 45a        | 19a       | Der große Sturm                        | The Big Storm                      | 16. Mai 2014         | 10. Juli 2014                                     | 24. Nov. 2014                        |
| 45b        | 19b       | Spritzi-Mitzi                          | Spritzy Mitzi                      | 16. Mai 2014         | 11. Juli 2014                                     | 25. Nov. 2014                        |
| 46a        | 20a       | Dad's Lieblingsspielzeug               | Dad's Favorite Toy                 | 13. Juni 2014        | 16. Juli 2014                                     | 22. Nov. 2014                        |
| 46b        | 20b       | Schneemann-Doppel                      | Chilly and the Dude                | 13. Juni 2014        | 17. Juli 2014                                     | 23. Nov. 2014                        |
| 47a        | 21a       | Die tapfere Prinzessin                 | Sir Kirby and the Plucky Princess  | 11. Juli 2014        | 14. Juli 2014                                     | 18. Nov. 2014                        |
| 47b        | 21b       | Wasser marsch!                         | Serpent Sam makes a Splash         | 21. Juni 2014        | 15. Juli 2014                                     | 19. Nov. 2014                        |
| 48a        | 22a       | Der böse König und die gemeine Königin | The Wicked King and the Mean Queen | 25. Juli 2014        | 1. Jan. 2015                                      | 8. März 2015                         |
| 48b        | 22b       | Bewegung ist gesund                    | Take a Stroll!                     | 25. Juli 2014        | 1. Jan. 2015                                      | 9. März 2015                         |
| 49a        | 23a       | Keine Angst vor Glibber                | Oooey Gablooey springs a Leak      | 22. Aug. 2014        | 2. Jan. 2015                                      | 4. März 2015                         |
| 49b        | 23b       | Der verschluckte König                 | There’s A King In Your Tummy!      | 22. Aug. 2014        | 5. Jan. 2015                                      | 5. März 2015                         |
| 50a        | 24a       | Doc's harter Tag                       | Doc's Busy Day                     | 26. Sep. 2014        | 6. Jan. 2015                                      | 12. März 2015                        |
| 50b        | 24b       | Der Regelbrecher                       | Wrong Side of the Law              | 26. Sep. 2014        | 7. Jan. 2015                                      | 13. März 2015                        |
| 51a        | 25a       | Spieglein, Spieglein auf dem Bauch     | Mirror, Mirror on my Penguin       | 3. Okt. 2014         | 8. Jan. 2015                                      | 6. März 2015                         |
| 51b        | 25b       | Das nette monster                      | Hide and Eek!                      | 3. Okt. 2014         | 9. Jan. 2015                                      | 7. März 2015                         |
| 52a        | 26a       | Doc's Assistenzärztin                  | McStuffins School of Medicine      | 13. Okt. 2014        | 12. Jan. 2015                                     | 14. März 2015                        |
| 52b        | 26b       | Die supertollen Ultrahüpfer            | The Super Amazing Ultra Hoppers    | 13. Okt. 2014        | 13. Jan. 2015                                     | 15. März 2015                        |

## Staffel 3
Die Erstausstrahlung der dritten Staffel ist seit dem 2. November 2014 auf dem US-amerikanischen Sender Disney Junior zu sehen. Die deutschsprachige Erstausstrahlung erfolgt seit dem 1. August 2015 auf dem Bezahlfernsehsender Disney Junior. Die Free-TV-Premiere erfolgte am 10. März 2015 auf dem Disney Channel.
| Nr. (ges.) | Nr. (St.) | Deutscher Titel             | Originaltitel                  | Erstausstrahlung USA | Deutschsprachige Erstausstrahlung (Disney Junior) | Erstausstrahlung DE (Disney Channel) |
| ---------- | --------- | --------------------------- | ------------------------------ | -------------------- | ------------------------------------------------- | ------------------------------------ |
| 53         | 1         | Die Zeitreise               | Let the Nightingale sing       | 2. Nov. 2014         | 1. Aug. 2015                                      | 15. November 2015                    |
| 54a        | 2a        | Hazel bleibt trocken        | Hazel has a Sleepover          | 7. Nov. 2014         | 14. Jan. 2015                                     | 10. März 2015                        |
| 54b        | 2b        | Frühstück mit Bronti        | My Breakfast with Bronty       | 7. Nov. 2014         | 15. Jan. 2015                                     | 11. März 2015                        |
| 55a        | 3a        | Das Pfadfinder-Wochenende   | Training Army Al               | 11. Nov. 2014        | 16. Jan. 2015                                     | 2. März 2015                         |
| 55b        | 3b        | Springfuchs wagt den Sprung | Sproingo Boingo takes the Leap | 11. Nov. 2014        | 19. Jan. 2015                                     | 3. März 2015                         |
| 56a        | 4a        | Der schüchterne Tänzer      | Shell Shy                      | 21. Nov. 2014        | 6. Apr. 2015                                      | 3. November 2015                     |
| 56b        | 4b        | Nein heißt Nein!            | Commander No                   | 21. Nov. 2014        | 6. Apr. 2015                                      | 4. November 2015                     |
| 57a        | 5a        | Die grummelige Fledermaus   | The Flimsy Grumpy Bat          | 5. Dez. 2014         | 7. Apr. 2015                                      | 5. November 2015                     |
| 57b        | 5b        | Rockstar-Ruby               | Rockstar Ruby and the Toys     | 5. Dez. 2014         | 8. Apr. 2015                                      | 6. November 2015                     |
| 58a        | 6a        | Ein Tag ohne Kuscheln       | A Day without Cuddles          | 13. Feb. 2015        | 9. Apr. 2015                                      | 7. November 2015                     |
| 58b        | 6b        | Kaputto-lei-doskop          | Collide-O-Scope                | 13. Feb. 2015        | 10. Apr. 2015                                     | 8. November 2015                     |
| 59a        | 7a        | Das Unfalltaxi              | Crash Course                   | 13. März 2015        | 13. Apr. 2015                                     | 9. November 2015                     |
| 59b        | 7b        | Luna vom Mond               | Luna on the Moon-a             | 13. März 2015        | 14. Apr. 2015                                     | 10. November 2015                    |
| 60a        | 8a        | Genau im Blick              | Fully in Focus                 | 13. März 2015        | 15. Apr. 2015                                     | 11. November 2015                    |
| 60b        | 8b        | Sparschwein Nikki           | Picky Nikki                    | 13. März 2015        | 16. Apr. 2015                                     | 12. November 2015                    |
| 61a        | 9a        | Eine schwierige Operation   | Getting to the Heart of Things | 13. März 2015        | 17. Apr. 2015                                     | 13. November 2015                    |
| 61b        | 9b        | Brontis Farbwechsel         | Toy on the Sun                 | 13. März 2015        | 20. Apr. 2015                                     | 14. November 2015                    |